# 金田龍之介
金田 龍之介（、1928年〈昭和3年〉6月15日 - 2009年〈平成21年〉3月31日）は、日本の俳優。本名も同じである。1970年頃までは異体字で表記された金田竜之介名義の作品もある。愛称は「金龍」。血液型はA型。三男は俳優の金田拓三。過去の出演作品については、金田龍之介権利継承者である満里子夫人から、オフィス天童に委任されている。

## 来歴・人物
東京府東京市本所区本所松坂町（現在の東京都墨田区両国二丁目、三丁目辺り）出生。幼少の頃に大阪市都島区に移住し、上京まで過ごしていたので本人は「大阪市都島区出身」と語っていた。
1933年、大阪天満八千代座にて子役として初舞台を踏む。
1946年大阪市立都島工業学校機械科卒業。1949年、旧制大阪市立都島工業専門学校卒業。卒業後は会社に勤めながら劇団青猫座にて演劇活動を行い、関西演劇界を担う若手俳優のひとりだったが、子役時代からのキャリアを持ち、20代ですでにベテラン俳優として、開局間もない在阪各局のテレビドラマにも活躍の場を拡げて出演し、帰阪の度に、各界の旧友たちとの交流を続けた。
谷崎潤一郎原作の『法成寺物語』が好評であったことから松竹の重役に声をかけられ、1956年に上京し、新派に入団して伊志井寛に師事。1972年4月明治座の舞台では、体調不良のため休演気味の師匠伊志井寛の代役も務めた。東芝日曜劇場への出演をきっかけに、勝新太郎に重用され、映画やテレビドラマに出演する。
身長170cmながら体重98kgと巨漢というイメージが強いが、1960年代中期まではこの体重よりもかなりの痩身だった。
おもに時代劇での悪役で名を馳せたが、現代劇での気のいい父親役も自在にこなした。
中でも『子連れ狼』での阿部頼母は「時代劇史上傑出した悪役キャラ」として、今なお評価が高い。
1970年に第10回日本放送作家協会男性演技者賞、2001年に文化庁長官賞、2004年に第25回松尾芸能賞優秀賞を受賞。
市川猿之助のスーパー歌舞伎の常連であり、2008年の3月から6月まで『ヤマトタケル』に出演している。最後に出演した舞台は8月の『新水滸伝』であった。
足の爪を切った時に深づめしたことで雑菌が入り化膿（蜂窩織炎）。歩行も困難になったため3月26日に入院した。 27日の段階では元気だったが容態が急変し（敗血症）、その4日後の2009年3月31日午前2時13分、腎不全のため埼玉県草加市の病院で死去。80歳没。戒名は「義円龍才信士（ぎえんりゅうさいしんじ）」。

## 出演

### テレビドラマ
- 東芝日曜劇場（TBS）
  - 命美わし （1956年）
  - はちのすの女たち（1962年、ABC）
  - 霙（1963年）
  - 足は暖かかった（1963年）
  - 下町の空（1964年）
  - 続・女と味噌汁（1965年）
  - おさん茂兵衛（1968年）
  - 暑中お見舞い申し上げます（1969年、ABC）
  - むかしの歌（1970年）
  - 聖夜（1973年、HBC）
  - はじめての休日（1975年、CBC）
  - 突風（1977年） - 葉村寿男
  - 新世界裏町・妹よ泣くな（1978年、MBS）
  - ぼくの妹に その6（1979年）
  - 夢とぼとぼ（1985年）
- NHK劇場 / さむさ（1959年、NHK）
- ここに人あり 第119話「ツケ打ちさん」（1959年、NHK）
- 夫婦百景（NTV、YTV）
  - 第66話「ソロバン夫婦」（1959年）
  - 第345話「漫才夫婦」（1964年）
- お好み日曜座 / 離れ猪（1960年、NHK）
- 軍歌 第9話「戦死」（1960年、KTV）
- NECサンデー劇場 / 父親（1961年、NET）
- 文芸劇場 / 人の世の忘れ物（1961年、NHK）
- 釜ヶ崎（1961年、ABC） - はちやん
- こども劇場「悪十兵衛とその息子」（1963年5月26日、NHK）
- 講談ドラマ / 男の花道（1963年、NHK）
- 大河ドラマ（NHK）
  - 赤穂浪士（1964年） - 富森助右衛門
  - 三姉妹（1967年）
  - 天と地と（1969年） - 柴田勝家
  - 樅ノ木は残った（1970年） - 新妻隼人
  - 春の坂道（1971年） - 原三郎左
  - 国盗り物語（1973年） - 土岐頼芸
  - 元禄太平記（1975年） - 隆光
  - 花神（1977年） - 毛利敬親
  - 草燃える（1979年） - 北条時政
  - 独眼竜政宗（1987年） - 大久保長安
  - 春日局（1989年） - 伊達政宗
  - 秀吉（1996年） - 斎藤道三
  - 葵 徳川三代（2000年） - 天海大僧正
- テレビ劇場 / 榎本武揚（1964年、NHK）
- 風雪（NHK）
  - 「あけぼの」（1964年） - 阿部正弘
  - 「敵艦見ゆ 日露戦争」（1965年） - 陸軍参謀
  - 「明治の元勲 山県有朋と伊藤博文」（1965年） - 伊藤博文
- 燃ゆる白虎隊（1965年、TBS）- 日向庄左衛門
- 愛のシリーズ / あね、いもうと（1966年、NHK）
- おもろい男（1966年、NHK）
- 妻よ語れというか（1966年、NHK）
- 大岡政談 池田大助捕物帳 第40話（1967年、NHK）
- とく妻さん（1967年、NTV）
- 横堀川（1966-67年、NHK） - 河島吉三郎
- 流れ雲（1968年、NHK） - 梅中軒鶯童
- 銭形平次（CX）
  - 第108話「腐れ緑」（1968年）
  - 第141話「金色の指」（1969年）
  - 第284話「白い粉」（1971年） - 佐久間定太郎
- 風 第36話「悲願兄弟鏡」（1968年、TBS）
- 東西屋大将（1968年、CX）
- 無用ノ介 第5話「夕日と弓と無用ノ介」（1969年、NTV） - 大場左近
- 悪一代（1969年、ABC）
- 極楽夫婦（1969年、NHK）
- 雪之丞変化（1970年、CX）
- 恋人はLサイズ（1970年、CX）
- 女系家族（1970年、CX） - 大野宇市
- ポーラテレビ小説（TBS）
  - オランダおいね（1970年） - 儀右衛門
  - お美津（1975年） - 山崎作造
- ナショナル劇場（TBS / C.A.L）
  - 大岡越前
    - 第2部 第13話「卍組始末記」（1971年8月9日） - 本多民部
    - 第3部 第4話「消えた御用金」（1972年7月3日） - 堺屋清兵ヱ
    - 第4部 第1話（1974年10月7日） - 秋元武太夫
    - 第8部 第26話「将軍救った美女軍団」（1985年1月21日） - 石川淡路守
    - 第9部 第2話「天下を狙った魔性の女」（1985年11月4日） - 井筒屋宗助

  - 水戸黄門
    - 第3部 第17話「二つに別れた黄門主従 -堺-」（1972年3月20日） - 本家小松屋
    - 第4部 第34話「家康公のお墨付き -真岡-」（1973年9月10日） - 芳賀太左衛門
    - 第5部 第13話「浪花女のど根性 -大阪-」（1974年6月24日） - 丹波屋仁兵衛
    - 第6部 第19話「仇討ち! 阿波踊り -徳島-」（1975年8月4日） - 五陶多将監
    - 第9部 第27話「三国一の嫁騒動 -水戸-」（1979年2月5日） - 本庄内記
    - 第10部 第15話「京の都の悪退治 -京-」（1979年11月19日） - 広幡右大臣
    - 第11部 第12話「瞼の父は用心棒 -宮古-」（1980年11月3日） - 日下部駒太夫
    - 第38部 第7話「味が命の人情包丁! -伊勢-」（2008年2月18日） - 富小路実秋

  - 江戸を斬る
    - II（1975年11月10日 - 1976年5月17日） - 鳥居耀蔵
    - IV 第26話「お江戸の空は日本晴れ」（1979年8月6日） - 岩尾八太夫
    - V 第25話「嵐にひそむ非情の罠」（1980年8月4日） - 美濃屋吾兵衛
- 徳川おんな絵巻 第49話「悪魔の城」・第50話「霧の夜の恐怖」（1971年、KTV） - 伊村頼母
- 天下御免（1971年 - 1972年、NHK） - 松平武元
- 青春をつっ走れ 第11話「男の涙はなぜ熱い!」（1972年、CX） - 浅野病院々長
- お祭り銀次捕物帳 第7話「怪談 殺された幽霊」（1972年、CX） - 清悦
- 必殺シリーズ（ABC / 松竹）
  - 必殺仕掛人 第4話「殺しの掟」（1972年） - 山形屋徳兵衛
  - 暗闇仕留人 第11話「惚れて候」（1974年） - 乾寛兵衛
  - 必殺からくり人 第5話「粗大ゴミは闇夜にどうぞ」（1976年） - 大前田英五郎
  - 江戸プロフェッショナル 必殺商売人 第2話「誘拐されて女よろこぶ」（1978年） - 三ツ木屋（野火止の藤兵ヱ）
  - 必殺仕事人V 第16話「主水、入院する」（1985年） - 不知火の荘右衛門
- 隼人が来る 第5話「鈴が鳴る時 人が死ぬ」（1972年、CX）
- 白い影 （1973年、TBS）
- アイフル大作戦 第33話「美女を盗め! ズッコケ捜査網」（1973年、TBS） - 麻生金融社長
- 天下堂々（1973年 - 1974年、NHK）
- ありがとう 第4シリーズ （1974年 - 1975年、TBS）
- 荒野の素浪人 第2シリーズ 第2話「魔剣の宿」（1974年、NET） - 高梨刑部
- 水滸伝 第13話「荒野の三兄弟」・第14話「決戦・祝家荘」（1974年、NTV） - 蔡京
- 斬り抜ける 第5話「女が命を燃やすとき」（1974年、ABC） - からくり細兵衛
- 寺内貫太郎一家 第33話 （1974年、TBS） - 森沢長吉
- 破れ傘刀舟 悪人狩り （NET）
  - 第13話「闇の黒幕」（1974年） - 榎屋
  - 第41話「殺しの報酬」（1975年） - 柿原織部
- 悪魔のようなあいつ（1975年、TBS） - 富山医師
- 男なら（1975年、NTV） - 和泉社長
- 非情のライセンス 第2シリーズ 第22話「兇悪の夫婦」（1975年、NET） - 三河良介
- 伝七捕物帳 第69話「明暗二筋道」（1975年、竹松 NTV）-橋場の虎五郎
- 剣と風と子守唄 第7話「狂った野望」（1975年、NTV） - 曽我修理亮
- 十手無用 九丁堀事件帖 第4話「私は見た」（1975年、NTV） - 酒井大膳
- 新宿警察 第5話「華麗なる用心棒」（1975年、CX） - 権藤
- Gメン'75 第51話「刑事訴訟法47条 女子大生ジャック」（1976年、TBS）−　片山総合開発庁総裁
- 子連れ狼 第3部 第14話「嘉祥凶兆」〜第23話「光なき攻防」（1976年、NTV） - 阿部頼母
- 桃太郎侍
  - （日本テレビ版）第5話「ああ、涙のつばめ返し」（1976年） - 金剛院
  - （テレビ朝日版）桃太郎侍II「危うし!八百万石　闇将軍の陰謀と四人の美女 桃太郎、江戸―名古屋―京で怒りの鬼退治!!」（1993年） - 酒井若狭守
- 夜明けの刑事（TBS / 大映テレビ）
  - 第64話「たいやきブームに殺された女子高校生？」（1976年）　- 杉田朝雄
  - 第96話「猫神家一族に何が起こったか」（1976年）
- 破れ奉行 第27話「ペルシャ猫の女王」（1977年、ANB） - 山際紋十郎
- 暴れん坊将軍（ANB / 東映）
  - 吉宗評判記 暴れん坊将軍 第1話「春一番! 江戸の明星」（1978年） - 松本甲斐守
  - 暴れん坊将軍III 第45話「吉宗無情、寒菊は語らず!」（1988年） - 横倉源左衛門
- 破れ新九郎 第1話「砂塵の町に来た男」（1978年、ANB） - 小栗竜之介
- 七人の刑事 第39話「黒人の首」（1979年、TBS）
- 雲霧仁左衛門（1979年、KTV） - 松屋善兵衛
- 赤穂浪士（1979年、ANB） - 隆光
- 土曜ワイド劇場
  - 迷探偵コンビ危機一髪! 善人村の幽霊まつり（1979年、ANB）
  - 混浴露天風呂連続殺人（1982年 - 1994年、ABC）
- 松本清張シリーズ・天才画の女（1980年、NHK） - 降田義人
- 突然の明日（1980年、TBS） - 西山
- 熱い秋（1980年 - 1981年、TBS） - 加納栄作
- 御宿かわせみ（NHK）
  - 第1シリーズ 第13話「女難剣難」（1981年）
  - 第2シリーズ 第10話「師走の月」（1982年） - 市右衛門
- 江戸の用心棒 第18話「浮気の現場」（1981年、CX） - 小笠原佐渡守
- 意地悪ばあさん 第3話「裏目!裏目の巻」（1981年、CX）
- 時代劇スペシャル / 快傑黒頭巾（1981年、CX） - 西郷隆盛
- 関ヶ原（1981年、TBS） - 毛利輝元
- セーラー服と機関銃（1982年、CX） - 堂島耕一郎
- 立花登 青春手控え 第19話「哀しみの罠」（1982年、NHK）
- 暁に斬る! 第3話「晒された悪夢」（1982年、KTV） - 花岡宗達
- 遠山の金さん (高橋英樹)（1982年、ANB）- 常平
- 月曜ドラマランド / あんみつ姫（1983年 - 1984年、CX） - 栗団子の守
- そして戦争が終った（1985年、TBS） - 杉山元
- 銀河テレビ小説 / たけしくん、ハイ!（1985年、NHK） - 松原源治
- おさんの恋（1985年10月12日、NHK） - 永心
- ひとひらの雪（1986年、ANB） - 高村章太郎
- 三匹が斬る! 第21話（SP）「さらば三匹!満開の悪の花咲く京の都大路」（1988年、ANB） - 綾小路公房卿
- 鬼平犯科帳（CX）
  - 第1シリーズ 第26話「流星」（1989年） - 生駒の仙右衛門
  - 第8シリーズ 第9話「さらば鬼平犯科帳」（1998年） - 白子屋菊右衛
- 永田町〜平成元年の変''(1989年、TBS)与党副総裁役
- マドンナは春風にのって（1990年、NHK）
- 長七郎江戸日記スペシャル「長七郎の陰謀」「虫ケラ一匹なればこそ、最後の剣舞い」（1991年、NTV） -酒井讃岐守忠勝
- 女系家族（1991年、MBS） - 大野宇市
- 連続テレビ小説（NHK）
  - 君の名は（1991年） - 天馬徹太郎
  - あすか（1999年） - 松坂太兵衛
- 将軍家光忍び旅II 「暗雲ただよう中山道! 家光を狙う妖しい美女と謎の黒幕!」（1992年、ANB） - 沖津屋重兵衛
- 天下の副将軍水戸光圀 徳川御三家の激闘（1992年、TX） - 松平信綱
- 銭形平次 第2シリーズ 第1話「黒衣の笛」（1992年、CX） - 六蔵
- 腕におぼえあり2（1992年、NHK） - 橘屋甚兵衛
- 月曜ドラマスペシャル 金田一耕助シリーズ『獄門島』（1997年5月5日、TBS） - 鬼頭嘉右衛門
- 39歳の秋（1998年、TBS） - 今喜多社長
- 壁ぎわ税務官1（2001年、CX）
- 松本清張没後10年企画・家紋（2002年、TX） - 加納栄玄
- あゝ離婚式（2004年、CX） - 木島俊弥
- 新幹線をつくった男たち（2004年、TX） - 河野一郎
- 十津川警部シリーズ「寝台特急あさかぜ殺人事件」（2005年、TBS） - 浅見頭取
- 喰いタン（2006年、NTV） - 野々村重蔵
- 東京タワー 〜オカンとボクと、時々、オトン〜（2007年、CX） - 鷲沢一隆
- 地獄の沙汰もヨメ次第（2007年、TBS） - 安西先生

### 映画
- 悪名十八番（1968年、大映） - 村上辰吉
- 忘れるものか（1968年、日活） - 鴨沢
- 博徒一代 血祭り不動（1969年、大映） - 北松市蔵
- 座頭市あばれ火祭り （1970年、大映） - 黒子の貸元
- 幻の殺意（1971年、東宝） - 郷田弁護士
- 華麗なる一族（1974年、東宝） - 中根正義
- 襟裳岬（1975年、日活） - 田口修造
- 激突! 合気道（1975年、東映） - 出口王仁三郎
- 犬神家の一族（1976年、東宝） - 犬神寅之助
- 不連続殺人事件（1977年、ATG） - 歌川多門
- 霧の旗（1977年、東宝） - 兵童代議士
- トラック野郎・熱風5000キロ（1979年、東映） - 日疋重蔵
- 夜叉ヶ池（1979年、松竹） - 穴隈鉱蔵[1]
- 日本の黒幕（1979年、東映） - 平山栄吉
- 動乱（1980年、東映） - 三田村利政
- 青春の門（1981年、東映） - 羽根沢
- 戦場のメリークリスマス （1983年、松竹富士） - フジムラ中佐
- 刑事物語3 潮騒の詩（1984年、東宝） - 九十九巡査
- 必殺! ブラウン館の怪物たち（1985年、松竹） - 大黒屋如安
- ぼくらの七日間戦争（1988年、東宝） - 榎本勝也校長
- ゴジラvsビオランテ（1989年、東宝） - 大河内誠剛[1][2]
- あげまん（1990年、東宝） - 多聞院
- 修羅の伝説（1992年、東映） - 稲本総一
- 落陽（1992年、にっかつ / 東映） - 唐紹儀
- スーパーの女（1996年、東宝） - 小林一郎
- 交渉人 真下正義（2005年、東宝） - 熊沢鉄次
- 恋する彼女、西へ。（2008年、シナジー） - 殿山徳兵衛
- 落語娘（2008年、日活） - 芝川春太郎

### 舞台
- ピーターパン (1981年、以降再演多数 新宿コマ劇場ほか)フック船長役
- 花の三角野郎（1980年、名鉄ホール）
- Mr.レディ　Mr.マダム（1981年、サンシャイン劇場）
- 罠（1986年、以降再演多数）
- スーパー歌舞伎 オグリ（1991年、新橋演舞場ほか）
- スーパー歌舞伎 八犬伝（1993年、新橋演舞場ほか）
- 女たちの忠臣蔵（1994年、劇場飛天）
- 王女メディア（1999年、海外公演・蜷川幸雄演出）
- 南総里見八犬伝（1999年、大阪松竹座）
- ハムレット（1999年、サンシャイン劇場・蜷川幸雄演出）
- マイ・フェア・レディ（1999年、帝国劇場）
- わたくしです物語（2000年、新宿コマ劇場）
- 智恵子飛ぶ（2000年、新橋演舞場）
- あげまん（2001年、梅田コマ劇場）
- スーパー歌舞伎 新・三国志II（2002年、博多座公演のみ）
- からっ風の子守唄（2002年、新歌舞伎座）
- 乾いて候（2003年、松竹座）
- スーパー歌舞伎 新・三国志III（2003年、新橋演舞場ほか）
- 西太后（2004年、中日劇場）
- ロミオとジュリエット（2004年、東京グローブ座）
- スーパー歌舞伎 ヤマトタケル（2005年、新橋演舞場ほか）
- 明日の幸福（2005年、三越劇場）
- ベガーズ・オペラ（2006年、日生劇場）[1]
- 黒革の手帖（2006年、明治座）
- 新・水滸伝（2008年、ル テアトル銀座）

### 劇場アニメ
- 銀河鉄道の夜（1985年、東映） - 先生 / 学者

### 吹き替え
- パリは燃えているか（1966年、日本テレビ） - ラウル・ノルドリンク：オーソン・ウェルズ
- Mr.レディMr.マダム（1980年、テレビ朝日） - アルバン・ムージェット〈ザザ・ナポリ〉：ミシェル・セロー
- Mr.レディMr.マダム2（1986年、テレビ朝日） - アルバン・ムージェット〈ザザ・ナポリ〉：ミシェル・セロー
- 地上最強の美女バイオニック・ジェミー（1980年、日本テレビ）
- 警察署長（1985年、NHK）

### バラエティ
- ディープ・キッチュ（1992年　関西テレビ）
- コメディーお江戸でござる（2003年、NHK）
  - コメディー道中でござる（2004年、NHK）

### CM
- 日本生命保険 相続プラン（仲良うやってや篇、1978年）[8]

## 著書
- 四十四年目の役者 （1977年、レオ企画）
- ちょっとやれないヨーロッパで2度も芝居をやってきた （1986年、レオ企画） ISBN 4897560489